# Madame de Pompadour en su tocador
Madame de Pompadour en su tocador es una pintura al óleo sobre lienzo de François Boucher de 1750 (con adiciones posteriores) que representa a Madame de Pompadour.  El formato de la pintura cambió varias veces después de su creación inicial. Originalmente era un busto pequeño y rectangular, centrado alrededor del rostro. Posteriormente, Boucher amplió el lienzo con varias tiras rectangulares, añadiendo la escena de tocador circundante. En algún momento de finales del siglo XVIII, la pintura fue nuevamente ajustada, recortando las esquinas para darle su formato ovalado final. 
Sentada en una silla tapizada con brocado amarillo, la dama mira directamente al espectador, sosteniendo una cajita con carmín y el pincel con que se dispone a usarlo. Las tonalidades blancas y rosas dominan la composición, el cutis de alabastro y el rosado de mejillas y labios hacen eco en los lazos del atuendo, la mañanita que cubre sus hombros, el mantel sobre el tocador, el lujoso camafeo de su pulsera de perlas, con un retrato del rey, y la borla de algodón de la polvera de plata detrás del espejo.
La pintura es importante por su inusual representación en la intimidad de Madame de Pompadour, en el acto de aplicar colorete a sus mejillas. Los historiadores del arte han interpretado la representación del maquillaje en la escena como una exploración de la capacidad de Pompadour para moldear su propia imagen.  